# Trimetilsilil nucleofili
I trimetilsilil nucleofili (Me3SiNu) sono composti noti da molto tempo come valide alternative ai nucleofili protici (HNu) per le reazioni di addizione a elettrofili quali le aldeidi, i chetoni, le immine, gli ossirani, le aziridine, i nitroni e i sistemi coniugati polari. In questi reattivi il silicio può essere legato a un atomo di carbonio, di azoto, di ossigeno o di zolfo.
Il numero degli esempi relativi a questo tipo di addizioni è cresciuto continuamente negli ultimi quarant'anni, parallelamente all'aumento della disponibilità dei trimetilsilil nucleofili. Il loro successo è dovuto principalmente alle proprietà dell'atomo di silicio, che rendono possibile la reazione di addizione in presenza di quantità catalitiche di acidi o basi di Brønsted o di Lewis. I nucleofili protici, invece, richiedono maggiori quantità di acidi o basi forti, che possono risultare incompatibili con le condizioni di reazione o con alcuni gruppi funzionali presenti sui substrati.
Attualmente è disponibile una grande varietà di nucleofili in cui il trimetilsilile è legato a un atomo di ossigeno; alcuni possono essere reperiti commercialmente, mentre per gli altri sono stati elaborati procedimenti di sintesi affidabili. Nonostante l'energia media di dissociazione del legame O–Si sia piuttosto elevata (530 kJ/mol), questi nucleofili sililati possono essere attivati in modo catalitico grazie alla cessione del trimetilsilile dall'atomo di ossigeno del nucleofilo a quello dell'elettrofilo: il trasferimento rende la reazione termodinamicamente possibile.
A questa categoria di composti appartengono i trimetilsilil enol eteri e i trimetilsilil acetali dei cheteni, che vengono usati come nucleofili nella reazione aldolica di Mukaiyama (addizione 1,2 su un carbonile) e nella reazione di Mukaiyama–Michael (addizione 1,4 su un composto carbonilico α,β-insaturo).